# Fabrício Mafuta
Fabricio Mafuta est un footballeur angolais né le 20 septembre 1988 à Luanda. Il évolue au poste de défenseur avec le Clube Ferroviário de Maputo.

## Palmarès
- Champion d'Angola en 2010
- Vainqueur de la Coupe d'Angola en 2011
- Vainqueur de la Supercoupe d'Angola en 2012